# (37,9,2)-Blockplan
Der (37,9,2)-Blockplan ist ein spezieller symmetrischer Blockplan. Um ihn konstruieren zu können, musste dieses kombinatorische Problem gelöst werden: eine leere 37 × 37 - Matrix wurde so mit Einsen gefüllt, dass jede Zeile der Matrix genau 9 Einsen enthält und je zwei beliebige Zeilen genau 2 Einsen in der gleichen Spalte besitzen (nicht mehr und nicht weniger). Das klingt relativ einfach, ist aber nicht trivial zu lösen. Es gibt nur gewisse Kombinationen von Parametern (wie hier v = 37, k = 9, λ = 2), für die eine solche Konstruktion überhaupt machbar ist. In dieser Übersicht sind die kleinsten solcher (v,k,λ) aufgeführt.

## Bezeichnung
Dieser symmetrische 2-(37,9,2)-Blockplan wird Biplane der Ordnung 7 genannt.

## Eigenschaften
Dieser symmetrische Blockplan hat die Parameter v = 37, k = 9, λ = 2 und damit folgende Eigenschaften:
- Er besteht aus 37 Blöcken und 37 Punkten.
- Jeder Block enthält genau 9 Punkte.
- Je 2 Blöcke schneiden sich in genau 2 Punkten.
- Jeder Punkt liegt auf genau 9 Blöcken.
- Je 2 Punkte sind durch genau 2 Blöcke verbunden.

## Existenz und Charakterisierung
Es existieren genau vier nichtisomorphe 2-(37,9,2) - Blockpläne. Diese Lösungen sind: 
- Lösung 1 (selbstdual) mit der Signatur 37·336 und den λ-chains 333·4, 333·5, 703·9. Sie enthält 3885 Ovale der Ordnung 4.
- Lösung 2 (selbstdual) mit der Signatur 9·1, 1·3, 27·4 und den λ-chains 120·3, 27·4, 27·5, 117·6, 891·9. Sie enthält 63 Ovale der Ordnung 5.
- Lösung 3 (dual zur Lösung 4) mit der Signatur 28·3, 9·28 und den λ-chains 336·3, 252·6, 756·9. Sie enthält 63 Ovale der Ordnung 5.
- Lösung 4 (dual zur Lösung 3) mit der Signatur 36·7, 1·84 und den λ-chains 336·3, 252·6, 756·9. Sie enthält 63 Ovale der Ordnung 5.

## Liste der Blöcke
Hier sind alle Blöcke dieses Blockplans aufgelistet; zum Verständnis dieser Liste siehe diese Veranschaulichung
- Lösung 1

```
  1   2   3   4   5   6   7   8   9
  1   2  10  11  12  13  14  15  16
  1   3  10  17  18  19  20  21  22
  1   4  11  17  23  24  25  26  27
  1   5  12  18  23  28  29  30  31
  1   6  13  19  24  28  32  33  34
  1   7  14  20  25  29  32  35  36
  1   8  15  21  26  30  33  35  37
  1   9  16  22  27  31  34  36  37
  2   3  14  20  23  27  28  33  37
  2   4  12  19  22  24  29  35  37
  2   5  13  21  22  25  26  28  36
  2   6  16  17  21  23  31  32  35
  2   7  11  19  20  26  30  31  34
  2   8  10  18  24  27  30  32  36
  2   9  15  17  18  25  29  33  34
  3   4  10  16  25  28  30  34  35
  3   5  15  16  19  26  27  29  32
  3   6  11  13  17  29  30  36  37
  3   7  12  15  21  23  24  34  36
  3   8  11  12  22  25  31  32  33
  3   9  13  14  18  24  26  31  35
  4   5  11  14  18  21  32  34  37
  4   6  12  16  18  20  26  33  36
  4   7  10  13  21  27  29  31  33
  4   8  14  15  17  19  28  31  36
  4   9  13  15  20  22  23  30  32
  5   6  10  15  20  24  25  31  37
  5   7  14  16  17  22  24  30  33
  5   8  12  13  17  20  27  34  35
  5   9  10  11  19  23  33  35  36
  6   7  11  15  18  22  27  28  35
  6   8  10  14  22  23  26  29  34
  6   9  12  14  19  21  25  27  30
  7   8  13  16  18  19  23  25  37
  7   9  10  12  17  26  28  32  37
  8   9  11  16  20  21  24  28  29
```

- Lösung 2

```
  1   2   3   4   5   6   7   8  37
  1   9  10  11  12  13  14  15  37
  2   9  16  17  18  19  20  21  37
  3  10  16  22  23  24  25  26  37
  4  11  17  22  27  28  29  30  37
  5  12  18  23  27  31  32  33  37
  6  13  19  24  28  32  34  35  37
  7  14  20  25  29  31  34  36  37
  8  15  21  26  30  33  35  36  37
  1   2   9  22  23  27  34  35  36
  1   3  11  16  20  28  31  33  35
  1   4  12  17  21  24  26  31  34
  1   5  10  18  19  26  28  29  36
  1   6  15  16  21  25  27  29  32
  1   7  13  17  19  23  25  30  33
  1   8  14  18  20  22  24  30  32
  2   3  12  15  18  25  28  30  34
  2   4  10  13  16  30  31  32  36
  2   5  11  14  17  25  26  32  35
  2   6  12  13  20  22  26  29  33
  2   7  10  14  21  24  27  28  33
  2   8  11  15  19  23  24  29  31
  3   4  13  14  18  21  23  29  35
  3   5  13  15  17  20  24  27  36
  3   6   9  14  19  26  27  30  31
  3   7  11  12  19  21  22  32  36
  3   8   9  10  17  29  32  33  34
  4   5  14  15  16  19  22  33  34
  4   6   9  11  18  24  25  33  36
  4   7   9  15  20  23  26  28  32
  4   8  10  12  19  20  25  27  35
  5   6  10  11  20  21  23  30  34
  5   7   9  12  16  24  29  30  35
  5   8   9  13  21  22  25  28  31
  6   7  10  15  17  18  22  31  35
  6   8  12  14  16  17  23  28  36
  7   8  11  13  16  18  26  27  34
```

- Lösung 3

```
  1   2   3   4   5   6   7   8  37
  1   9  10  11  12  13  14  15  37
  2   9  16  17  18  19  20  21  37
  3  10  16  22  23  24  25  26  37
  4  11  17  22  27  28  29  30  37
  5  12  18  23  27  31  32  33  37
  6  13  19  24  28  31  34  35  37
  7  14  20  25  29  32  34  36  37
  8  15  21  26  30  33  35  36  37
  1   2   9  22  23  27  34  35  36
  1   3  10  17  19  28  32  33  36
  1   4  11  18  20  24  26  32  35
  1   5  12  16  21  26  28  29  34
  1   6  13  16  20  25  27  30  33
  1   7  14  17  21  23  24  30  31
  1   8  15  18  19  22  25  29  31
  2   3  11  14  16  29  31  33  35
  2   4  12  15  17  24  25  33  34
  2   5  10  13  18  24  29  30  36
  2   6  12  14  19  22  26  30  32
  2   7  10  15  20  26  27  28  31
  2   8  11  13  21  23  25  28  32
  3   4  12  13  20  21  22  31  36
  3   5  11  15  19  20  23  30  34
  3   6   9  15  21  24  27  29  32
  3   7   9  12  18  25  28  30  35
  3   8  13  14  17  18  26  27  34
  4   5  10  14  19  21  25  27  35
  4   6  14  15  16  18  23  28  36
  4   7   9  13  19  23  26  29  33
  4   8   9  10  16  30  31  32  34
  5   6   9  11  17  25  26  31  36
  5   7  13  15  16  17  22  32  35
  5   8   9  14  20  22  24  28  33
  6   7  10  11  18  21  22  33  34
  6   8  10  12  17  20  23  29  35
  7   8  11  12  16  19  24  27  36
```

- Lösung 4

```
  1   2  10  11  12  13  14  15  16
  1   3  10  17  18  19  20  21  22
  1   4  11  17  23  24  25  26  27
  1   5  12  18  23  28  29  30  31
  1   6  13  19  24  28  32  33  34
  1   7  14  20  25  29  32  35  36
  1   8  15  21  26  30  33  35  37
  1   9  16  22  27  31  34  36  37
  2   3  10  25  26  30  31  32  34
  2   4  11  19  21  28  31  35  36
  2   5  12  17  22  24  32  35  37
  2   6  13  18  20  23  26  36  37
  2   7  14  19  22  23  27  30  33
  2   8  15  17  20  27  28  29  34
  2   9  16  18  21  24  25  29  33
  3   4  13  14  17  29  31  33  37
  3   5  11  15  18  27  32  33  36
  3   6  12  16  19  26  27  29  35
  3   7  11  16  20  24  28  30  37
  3   8  12  14  21  23  24  34  36
  3   9  13  15  22  23  25  28  35
  4   5  10  16  20  23  33  34  35
  4   6  10  15  22  24  29  30  36
  4   7  12  15  18  19  25  34  37
  4   8  14  16  18  22  26  28  32
  4   9  12  13  20  21  27  30  32
  5   6  10  14  21  25  27  28  37
  5   7  11  13  21  22  26  29  34
  5   8  13  16  17  19  25  30  36
  5   9  14  15  19  20  24  26  31
  6   7  15  16  17  21  23  31  32
  6   8  11  12  20  22  25  31  33
  6   9  11  14  17  18  30  34  35
  7   8  10  13  18  24  27  31  35
  7   9  10  12  17  26  28  33  36
  8   9  10  11  19  23  29  32  37
  1   2   3   4   5   6   7   8   9
```

## Inzidenzmatrix
Dies ist eine Darstellung der Inzidenzmatrix dieses Blockplans; zum Verständnis dieser Matrix siehe diese Veranschaulichung
- Lösung 1

```
O O O O O O O O O . . . . . . . . . . . . . . . . . . . . . . . . . . . .
O O . . . . . . . O O O O O O O . . . . . . . . . . . . . . . . . . . . .
O . O . . . . . . O . . . . . . O O O O O O . . . . . . . . . . . . . . .
O . . O . . . . . . O . . . . . O . . . . . O O O O O . . . . . . . . . .
O . . . O . . . . . . O . . . . . O . . . . O . . . . O O O O . . . . . .
O . . . . O . . . . . . O . . . . . O . . . . O . . . O . . . O O O . . .
O . . . . . O . . . . . . O . . . . . O . . . . O . . . O . . O . . O O .
O . . . . . . O . . . . . . O . . . . . O . . . . O . . . O . . O . O . O
O . . . . . . . O . . . . . . O . . . . . O . . . . O . . . O . . O . O O
. O O . . . . . . . . . . O . . . . . O . . O . . . O O . . . . O . . . O
. O . O . . . . . . . O . . . . . . O . . O . O . . . . O . . . . . O . O
. O . . O . . . . . . . O . . . . . . . O O . . O O . O . . . . . . . O .
. O . . . O . . . . . . . . . O O . . . O . O . . . . . . . O O . . O . .
. O . . . . O . . . O . . . . . . . O O . . . . . O . . . O O . . O . . .
. O . . . . . O . O . . . . . . . O . . . . . O . . O . . O . O . . . O .
. O . . . . . . O . . . . . O . O O . . . . . . O . . . O . . . O O . . .
. . O O . . . . . O . . . . . O . . . . . . . . O . . O . O . . . O O . .
. . O . O . . . . . . . . . O O . . O . . . . . . O O . O . . O . . . . .
. . O . . O . . . . O . O . . . O . . . . . . . . . . . O O . . . . . O O
. . O . . . O . . . . O . . O . . . . . O . O O . . . . . . . . . O . O .
. . O . . . . O . . O O . . . . . . . . . O . . O . . . . . O O O . . . .
. . O . . . . . O . . . O O . . . O . . . . . O . O . . . . O . . . O . .
. . . O O . . . . . O . . O . . . O . . O . . . . . . . . . . O . O . . O
. . . O . O . . . . . O . . . O . O . O . . . . . O . . . . . . O . . O .
. . . O . . O . . O . . O . . . . . . . O . . . . . O . O . O . O . . . .
. . . O . . . O . . . . . O O . O . O . . . . . . . . O . . O . . . . O .
. . . O . . . . O . . . O . O . . . . O . O O . . . . . . O . O . . . . .
. . . . O O . . . O . . . . O . . . . O . . . O O . . . . . O . . . . . O
. . . . O . O . . . . . . O . O O . . . . O . O . . . . . O . . O . . . .
. . . . O . . O . . . O O . . . O . . O . . . . . . O . . . . . . O O . .
. . . . O . . . O O O . . . . . . . O . . . O . . . . . . . . . O . O O .
. . . . . O O . . . O . . . O . . O . . . O . . . . O O . . . . . . O . .
. . . . . O . O . O . . . O . . . . . . . O O . . O . . O . . . . O . . .
. . . . . O . . O . . O . O . . . . O . O . . . O . O . . O . . . . . . .
. . . . . . O O . . . . O . . O . O O . . . O . O . . . . . . . . . . . O
. . . . . . O . O O . O . . . . O . . . . . . . . O . O . . . O . . . . O
. . . . . . . O O . O . . . . O . . . O O . . O . . . O O . . . . . . . .
```

- Lösung 2

```
O O O O O O O O . . . . . . . . . . . . . . . . . . . . . . . . . . . . O
O . . . . . . . O O O O O O O . . . . . . . . . . . . . . . . . . . . . O
. O . . . . . . O . . . . . . O O O O O O . . . . . . . . . . . . . . . O
. . O . . . . . . O . . . . . O . . . . . O O O O O . . . . . . . . . . O
. . . O . . . . . . O . . . . . O . . . . O . . . . O O O O . . . . . . O
. . . . O . . . . . . O . . . . . O . . . . O . . . O . . . O O O . . . O
. . . . . O . . . . . . O . . . . . O . . . . O . . . O . . . O . O O . O
. . . . . . O . . . . . . O . . . . . O . . . . O . . . O . O . . O . O O
. . . . . . . O . . . . . . O . . . . . O . . . . O . . . O . . O . O O O
O O . . . . . . O . . . . . . . . . . . . O O . . . O . . . . . . O O O .
O . O . . . . . . . O . . . . O . . . O . . . . . . . O . . O . O . O . .
O . . O . . . . . . . O . . . . O . . . O . . O . O . . . . O . . O . . .
O . . . O . . . . O . . . . . . . O O . . . . . . O . O O . . . . . . O .
O . . . . O . . . . . . . . O O . . . . O . . . O . O . O . . O . . . . .
O . . . . . O . . . . . O . . . O . O . . . O . O . . . . O . . O . . . .
O . . . . . . O . . . . . O . . . O . O . O . O . . . . . O . O . . . . .
. O O . . . . . . . . O . . O . . O . . . . . . O . . O . O . . . O . . .
. O . O . . . . . O . . O . . O . . . . . . . . . . . . . O O O . . . O .
. O . . O . . . . . O . . O . . O . . . . . . . O O . . . . . O . . O . .
. O . . . O . . . . . O O . . . . . . O . O . . . O . . O . . . O . . . .
. O . . . . O . . O . . . O . . . . . . O . . O . . O O . . . . O . . . .
. O . . . . . O . . O . . . O . . . O . . . O O . . . . O . O . . . . . .
. . O O . . . . . . . . O O . . . O . . O . O . . . . . O . . . . . O . .
. . O . O . . . . . . . O . O . O . . O . . . O . . O . . . . . . . . O .
. . O . . O . . O . . . . O . . . . O . . . . . . O O . . O O . . . . . .
. . O . . . O . . . O O . . . . . . O . O O . . . . . . . . . O . . . O .
. . O . . . . O O O . . . . . . O . . . . . . . . . . . O . . O O O . . .
. . . O O . . . . . . . . O O O . . O . . O . . . . . . . . . . O O . . .
. . . O . O . . O . O . . . . . . O . . . . . O O . . . . . . . O . . O .
. . . O . . O . O . . . . . O . . . . O . . O . . O . O . . . O . . . . .
. . . O . . . O . O . O . . . . . . O O . . . . O . O . . . . . . . O . .
. . . . O O . . . O O . . . . . . . . O O . O . . . . . . O . . . O . . .
. . . . O . O . O . . O . . . O . . . . . . . O . . . . O O . . . . O . .
. . . . O . . O O . . . O . . . . . . . O O . . O . . O . . O . . . . . .
. . . . . O O . . O . . . . O . O O . . . O . . . . . . . . O . . . O . .
. . . . . O . O . . . O . O . O O . . . . . O . . . . O . . . . . . . O .
. . . . . . O O . . O . O . . O . O . . . . . . . O O . . . . . . O . . .
```

- Lösung 3

```
O O O O O O O O . . . . . . . . . . . . . . . . . . . . . . . . . . . . O
O . . . . . . . O O O O O O O . . . . . . . . . . . . . . . . . . . . . O
. O . . . . . . O . . . . . . O O O O O O . . . . . . . . . . . . . . . O
. . O . . . . . . O . . . . . O . . . . . O O O O O . . . . . . . . . . O
. . . O . . . . . . O . . . . . O . . . . O . . . . O O O O . . . . . . O
. . . . O . . . . . . O . . . . . O . . . . O . . . O . . . O O O . . . O
. . . . . O . . . . . . O . . . . . O . . . . O . . . O . . O . . O O . O
. . . . . . O . . . . . . O . . . . . O . . . . O . . . O . . O . O . O O
. . . . . . . O . . . . . . O . . . . . O . . . . O . . . O . . O . O O O
O O . . . . . . O . . . . . . . . . . . . O O . . . O . . . . . . O O O .
O . O . . . . . . O . . . . . . O . O . . . . . . . . O . . . O O . . O .
O . . O . . . . . . O . . . . . . O . O . . . O . O . . . . . O . . O . .
O . . . O . . . . . . O . . . O . . . . O . . . . O . O O . . . . O . . .
O . . . . O . . . . . . O . . O . . . O . . . . O . O . . O . . O . . . .
O . . . . . O . . . . . . O . . O . . . O . O O . . . . . O O . . . . . .
O . . . . . . O . . . . . . O . . O O . . O . . O . . . O . O . . . . . .
. O O . . . . . . . O . . O . O . . . . . . . . . . . . O . O . O . O . .
. O . O . . . . . . . O . . O . O . . . . . . O O . . . . . . . O O . . .
. O . . O . . . . O . . O . . . . O . . . . . O . . . . O O . . . . . O .
. O . . . O . . . . . O . O . . . . O . . O . . . O . . . O . O . . . . .
. O . . . . O . . O . . . . O . . . . O . . . . . O O O . . O . . . . . .
. O . . . . . O . . O . O . . . . . . . O . O . O . . O . . . O . . . . .
. . O O . . . . . . . O O . . . . . . O O O . . . . . . . . O . . . . O .
. . O . O . . . . . O . . . O . . . O O . . O . . . . . . O . . . O . . .
. . O . . O . . O . . . . . O . . . . . O . . O . . O . O . . O . . . . .
. . O . . . O . O . . O . . . . . O . . . . . . O . . O . O . . . . O . .
. . O . . . . O . . . . O O . . O O . . . . . . . O O . . . . . . O . . .
. . . O O . . . . O . . . O . . . . O . O . . . O . O . . . . . . . O . .
. . . O . O . . . . . . . O O O . O . . . . O . . . . O . . . . . . . O .
. . . O . . O . O . . . O . . . . . O . . . O . . O . . O . . . O . . . .
. . . O . . . O O O . . . . . O . . . . . . . . . . . . . O O O . O . . .
. . . . O O . . O . O . . . . . O . . . . . . . O O . . . . O . . . . O .
. . . . O . O . . . . . O . O O O . . . . O . . . . . . . . . O . . O . .
. . . . O . . O O . . . . O . . . . . O . O . O . . . O . . . . O . . . .
. . . . . O O . . O O . . . . . . O . . O O . . . . . . . . . . O O . . .
. . . . . O . O . O . O . . . . O . . O . . O . . . . . O . . . . . O . .
. . . . . . O O . . O O . . . O . . O . . . . O . . O . . . . . . . . O .
```

- Lösung 4

```
O O . . . . . . . O O O O O O O . . . . . . . . . . . . . . . . . . . . .
O . O . . . . . . O . . . . . . O O O O O O . . . . . . . . . . . . . . .
O . . O . . . . . . O . . . . . O . . . . . O O O O O . . . . . . . . . .
O . . . O . . . . . . O . . . . . O . . . . O . . . . O O O O . . . . . .
O . . . . O . . . . . . O . . . . . O . . . . O . . . O . . . O O O . . .
O . . . . . O . . . . . . O . . . . . O . . . . O . . . O . . O . . O O .
O . . . . . . O . . . . . . O . . . . . O . . . . O . . . O . . O . O . O
O . . . . . . . O . . . . . . O . . . . . O . . . . O . . . O . . O . O O
. O O . . . . . . O . . . . . . . . . . . . . . O O . . . O O O . O . . .
. O . O . . . . . . O . . . . . . . O . O . . . . . . O . . O . . . O O .
. O . . O . . . . . . O . . . . O . . . . O . O . . . . . . . O . . O . O
. O . . . O . . . . . . O . . . . O . O . . O . . O . . . . . . . . . O O
. O . . . . O . . . . . . O . . . . O . . O O . . . O . . O . . O . . . .
. O . . . . . O . . . . . . O . O . . O . . . . . . O O O . . . . O . . .
. O . . . . . . O . . . . . . O . O . . O . . O O . . . O . . . O . . . .
. . O O . . . . . . . . O O . . O . . . . . . . . . . . O . O . O . . . O
. . O . O . . . . . O . . . O . . O . . . . . . . . O . . . . O O . . O .
. . O . . O . . . . . O . . . O . . O . . . . . . O O . O . . . . . O . .
. . O . . . O . . . O . . . . O . . . O . . . O . . . O . O . . . . . . O
. . O . . . . O . . . O . O . . . . . . O . O O . . . . . . . . . O . O .
. . O . . . . . O . . . O . O . . . . . . O O . O . . O . . . . . . O . .
. . . O O . . . . O . . . . . O . . . O . . O . . . . . . . . . O O O . .
. . . O . O . . . O . . . . O . . . . . . O . O . . . . O O . . . . . O .
. . . O . . O . . . . O . . O . . O O . . . . . O . . . . . . . . O . . O
. . . O . . . O . . . . . O . O . O . . . O . . . O . O . . . O . . . . .
. . . O . . . . O . . O O . . . . . . O O . . . . . O . . O . O . . . . .
. . . . O O . . . O . . . O . . . . . . O . . . O . O O . . . . . . . . O
. . . . O . O . . . O . O . . . . . . . O O . . . O . . O . . . . O . . .
. . . . O . . O . . . . O . . O O . O . . . . . O . . . . O . . . . . O .
. . . . O . . . O . . . . O O . . . O O . . . O . O . . . . O . . . . . .
. . . . . O O . . . . . . . O O O . . . O . O . . . . . . . O O . . . . .
. . . . . O . O . . O O . . . . . . . O . O . . O . . . . . O . O . . . .
. . . . . O . . O . O . . O . . O O . . . . . . . . . . . O . . . O O . .
. . . . . . O O . O . . O . . . . O . . . . . O . . O . . . O . . . O . .
. . . . . . O . O O . O . . . . O . . . . . . . . O . O . . . . O . . O .
. . . . . . . O O O O . . . . . . . O . . . O . . . . . O . . O . . . . O
O O O O O O O O O . . . . . . . . . . . . . . . . . . . . . . . . . . . .
```

## Zyklische Darstellung
Es existiert eine zyklische Darstellung (Singer-Zyklus) für Lösung 1 dieses Blockplans, sie ist isomorph zur obigen Liste der Blöcke. Ausgehend von dem dargestellten Block erhält man die restlichen Blöcke des Blockplans durch zyklische Permutation der in ihm enthaltenen Punkte.
- Lösung 1

```
  1   2   4   8  18  25  26  30  36
```

## Oval
Ein Oval des Blockplans ist eine Menge seiner Punkte, von welcher keine drei auf einem Block liegen. Hier ist ein Beispiel eines Ovals maximaler Ordnung für jede Lösung dieses Blockplans:
- Lösung 1

```
  1   2  17  28
```

- Lösung 2

```
  1   3  13  26  32
```

- Lösung 3

```
  1  16  31  36  37
```

- Lösung 4

```
  1  10  27  29  33
```